# التا اوشن
دورا وارگا (انگلیسی: Dora Varga؛ زادهٔ ۱۴ دسامبر ۱۹۸۷) مشهور به التا اوشن (Aletta Ocean)، بازیگر پورنوگرافی اهل مجارستان است. وی در سال ۲۰۰۶ و پس از گرفتن یک جایزهٔ زیبایی، وارد صنعت مدلینگ شد. او پیش از آغاز مدلینگ، در دانشکده اقتصاد درس می‌خواند و پس از این حرفه در سال ۲۰۰۷، پورنوگرافی را آغاز نمود. او در مجله‌هایی همچون پنت‌هاوس و نسخه مجارستانی پلی بوی مدل بوده‌است.
پستانها، لبها، باسن و لبهٔ واژن وی به صورت طبیعی نیستند و روی آن‌ها جراحی زیبایی انجام گرفته‌است.

## زندگی‌نامه
التا اوشن با نام دورا وارگا در ۱۴ دسامبر ۱۹۸۷ در شهر بوداپست مجارستان به دنیا آمد. اوشن دانشجوی اقتصاد در مجارستان بود که پس از برنده شدن یک جایزهٔ زیبایی در سال ۲۰۰۶ حرفه مانکن بودن را آغاز کرد. پس از آن در سال ۲۰۰۷ با تشویق دوست پسر سابقش به پورنوگرافی روی آورد. هنگامی که خبر پورن استار شدن او در مدرسه پخش شد او تصمیم گرفت که تحصیلاتش را رها کند و پورنوگرافی را به عنوان یک شغل تمام وقت و برای موفقیت ادامه دهد. وی بلافاصله و در اوایل کارش در نشریه‌هایی همچون پنت هاوس و در پلی بوی مجارستان مانکن شد و اینگونه شروعی در پورنوگرافی داشت. رنگ موی او سیاه، شمارهٔ کفش او ۷ (بر اساس سایز زنان ایالات متحده و کانادا)، و رنگ چشم‌هایش سبز، خاکستری، و آبی هست.

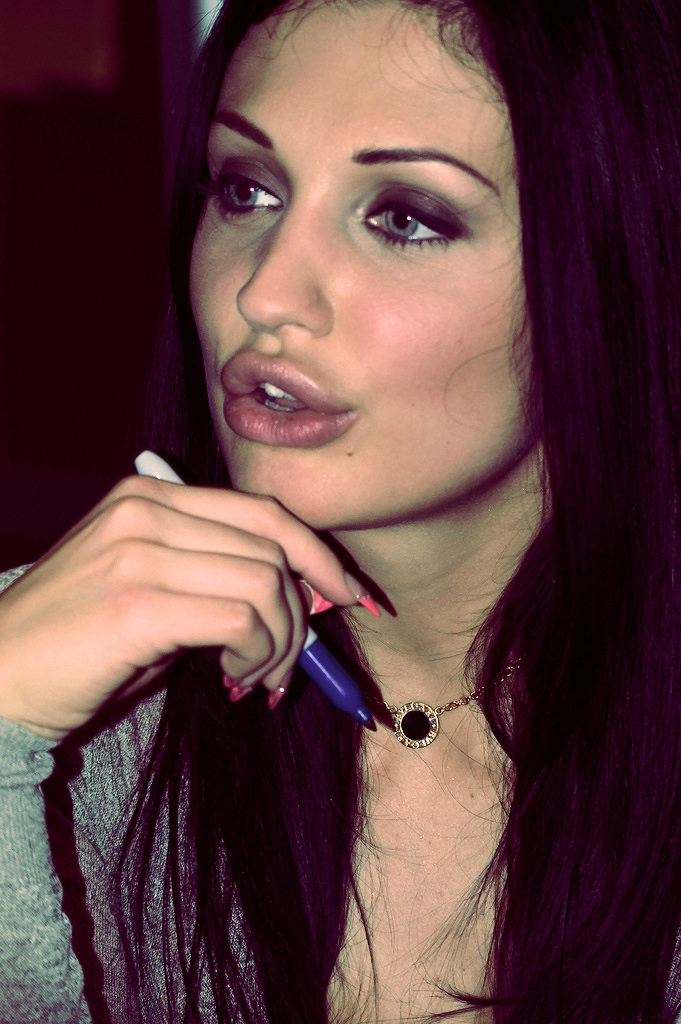
اوشن در ۲۰۱۱

او در سال ۲۰۰۷ و شش ماه پس از ورودش به پورنوگرافی،
با بازی در فیلم «Lesbian First Timers»، پا به عرصهٔ پورنوگرافی گذاشت.
همچنین در سال ۲۰۰۹ او ۵ ماه را صرف عکس‌برداری در آمریکا و کشورهای مختلف کرد و خیلی زود پس از آن موفق به دریافت جایزهٔ پورنوگرافیک فرانسه (Hot d’Or) برای بهترین ستاره کوچک اروپایی شد و در سال ۲۰۱۰ برای بازی در فیلم «Dollz House»، در مراسم AVN برندهٔ بهترین صحنهٔ سکس خارجی سال و به عنوان بهترین زن خارجی سال انتخاب شد.
نام التا اوشن در این صنعت بسیار محبوب است اما در اروپا، هنوز بسیاری او را با نام «Aletta Alien» می‌شناسند. وی پس از موفقیت بزرگش در اروپا کارش را در آمریکا نیز توسعه داد و با شرکت‌های بزرگی همچون «Naughty America" ,"Digital Playground" ,"New Sensations» و «Twistys» در ایالات متحده همکاری کرده‌است. شرکت مورد علاقهٔ وی در آمریکا، «Brazzers» است. وی گفته که در این شرکت از نظر جنسی به بازیگران مرد زیادی علاقه دارد که می‌توان از اسکات نیلز، دنی مونتین، شین دیزل، تونی دسرجو، کیران لی و مستر مارکوس نام برد.
او در مجارستان و اروپا بسیار موفق بود و پس از آن نیز با ادامهٔ کارش در دو قارهٔ اروپا و آمریکا، شهرتش بیشتر شده‌است. به غیر از هاردکور، اوشن در بسیاری از کارهای سافت کور نیز ظاهر شده‌است. او سکس‌های انفرادی و چند نفره و همین‌طور صحنه‌های DP، آنال، لزبین و هاردکور بسیاری را برای وبسایت 21sextury انجام داده‌است.
بهترین دی وی دی‌هایی که از وی به فروش رفته عبارتند از «French Kiss" ,"Dirty Job» و «Erocity 4» که اطلاعات آن‌ها در وبسایت خودش موجود است.
او از سال ۲۰۰۷ در بیش از ۲۰۰ فیلم بازی کرده‌است و در اینترنت کلیپ‌ها و گالری‌های زیادی از او موجود است.

## جایزه‌ها
| سال  | جشنواره                              | نتیجه    | توضیحات                        | کار انجام شده                                |
| ---- | ------------------------------------ | -------- | ------------------------------ | -------------------------------------------- |
| ۲۰۰۹ | Hot d'Or                             | نامزدشده | بهترین ستارهٔ کوچک سال در اروپا | —                                            |
| ۲۰۱۰ | جایزه ای‌وی‌ان                         | برنده    | بهترین بازیگر خارجی سال        | «Dollz House» ساخته شده در سال (۲۰۰۹)        |
| ۲۰۱۰ | جایزه ای‌وی‌ان                         | برنده    | بهترین صحنهٔ سکس خارجی          | «Dollz House» ساخته شده در سال (۲۰۰۹)        |
| ۲۰۱۱ | جایزه ای‌وی‌ان                         | نامزدشده | بهترین صحنهٔ سکس دخول دوتایی    | فیلم «You, Me & Her» ساخته شده در سال (۲۰۱۱) |
| ۲۰۱۲ | جایزه ای‌وی‌ان                         | نامزدشده | بهترین بازیگر خارجی سال        | —                                            |
| ۲۰۱۳ | جایزه ای‌وی‌ان                         | نامزدشده | بهترین بازیگر خارجی سال        | —                                            |
| ۲۰۱۳ | خانم فریونز از طرف سایت Freeones.com | نامزدشده | بهترین تیکهٔ اروپایی            | —                                            |